# Puchar CEV w piłce siatkowej mężczyzn (2008/2009)
Puchar CEV 2008/2009 – 2. sezon Pucharu CEV rozgrywanego od 2008 roku, organizowanego przez Europejską Konfederację Piłki Siatkowej (CEV) w ramach europejskich pucharów dla męskich klubowych zespołów siatkarskich „starego kontynentu”.

## System rozgrywek
Sporządzenie „drabinki pucharowej" i losowanie poszczególnych par tej edycji pucharu odbyło się 30 czerwca 2007 w Luksemburgu, natomiast zmagania sportowe zainaugurowano w dniach 20 i 21 października 2007, gdy odbyły się pierwsze mecze 1/16 finału. Rywalizacja w pierwszych czterech rundach toczy się w parach na zasadzie dwumeczów (mecz i rewanż) „systemem pucharowym” (gorszy odpada). Jedną z istotniejszych zmian w regulaminie jest fakt wprowadzenia od sezonu 2007/2008 tzw. Rundy Challenge, która nastąpi po zakończeniu ćwierćfinałów, a do której zostaną zakwalifikowani 4 zwycięzcy ćwierćfinałów Pucharu CEV oraz 4 najlepsze ekipy z 3 miejsc fazy grupowej Ligi Mistrzów sezonu 2007/2008 (w sumie 8 drużyn). Zwycięzcy tego szczebla awansują do Final Four.
Ważnym punktem regulaminu jest również zapis dotyczący sposobu wyłaniania zwycięzców danego dwumeczu. Po uwagę nie jest brany - jak dotychczas - bilans obydwu spotkań (tj. liczba wygranych setów, bądź ratio), tylko liczba zwycięstw jednego z zespołów (2 wygrane = awans do kolejnej fazy zmagań). Natomiast w przypadku remisu (1 zwycięstwo i 1 porażka), w drugim ze spotkań zostaje rozegrany tzw. złoty set(do 15 punktów), a jego triumfator przechodzi na następnej rundy.

## Drużyny uczestniczące
- Hypo Tirol Innsbruck
- Aon hotVolleys Wiedeń
- VC Handelsgids Averbode
- VC Euphony Asse-Lennik
- Anorthosis Famagusta
- Budvanska Rivijera Budva
- Budućnost Podgorica
- Dukla Liberec
- Pielaveden Sampo Pielavesi
- Perungan Pojat
- AS Cannes
- Stade Poitevin Poitiers
- Beauvais Oise UC
- Paris Volley
- GC Lamia
- Olympiakos SF Pireus
- Panathinaikos Ateny
- Arona Teneryfa
- Unicaja Almería
- ORTEC Rotterdam.Nesselande
- Rabotnicki Fersped Skopje
- SCC Berlin
- Jastrzębski Węgiel
- AZS UWM Olsztyn
- LPS Piatra Neamț
- Tomis Konstanca
- Radnički Kombank Kragujevac
- Salonit Anhovo Kanal
- TV Amriswil
- Lausanne UC
- Halkbank Ankara
- Lokomotiw-Biełogorie Biełgorod
- Lokomotiw Nowosybirsk
- Dunaferr Dunaújváros
- Kométa Kaposvár
- Bre Banca Lannutti Cuneo

## Rozgrywki
Wszystkie godziny według czasu lokalnego.

### 1/16 finału
| Data | Godz. | Drużyna 1                      | Wynik | Drużyna 2                   | 1     | 2     | 3     | 4     | 5     | Złoty set | Widzów | *      |
| --- | ----- | ------------------------------ | ----- | --------------------------- | ----- | ----- | ----- | ----- | ----- | --------- | ------ | ------ |
| 05.11.2008 | 20:00 | Olympiakos SFP                 | 3:2   | Jastrzębski Węgiel          | 18:25 | 25:21 | 25:23 | 21:25 | 15:7  |           | 480    | raport |
| 13.11.2008 | 20:00 | Olympiakos SFP                 | 3:1   | Jastrzębski Węgiel          | 25:20 | 25:16 | 18:25 | 25:19 |       | 2400      | raport |        |
| 05.11.2008 | 17:00 | Tomis Konstanca                | 3:2   | Hypo Tirol Volleyballteam   | 18:25 | 20:25 | 25:18 | 29:27 | 21:19 |           | 1930   | raport |
| 12.11.2008 | 20:15 | Tomis Konstanca                | 1:3   | Hypo Tirol Volleyballteam   | 20:25 | 25:22 | 20:25 | 22:25 |       | 1500      | raport |        |
| 05.11.2008 | 19:00 | Salonit Anhovo Kanal           | 2:3   | Pielaveden Sampo            | 25:22 | 13:25 | 26:24 | 24:26 | 12:15 |           | 500    | raport |
| 12.11.2008 | 18:30 | Salonit Anhovo Kanal           | 0:3   | Pielaveden Sampo            | 19:25 | 13:25 | 19:25 |       |       | 867       | raport |        |
| 05.11.2008 | 20:00 | Anorthosis Famagusta           | 2:3   | Stade Poitevin Poitiers     | 25:21 | 25:27 | 25:21 | 16:25 | 9:15  |           | 600    | raport |
| 12.11.2008 | 20:00 | Anorthosis Famagusta           | 1:3   | Stade Poitevin Poitiers     | 19:25 | 22:25 | 25:20 | 20:25 |       | 2400      | raport |        |
| 06.11.2008 | 20:30 | Bre Banca Lannutti Cuneo       | 2:3   | AS Cannes                   | 20:25 | 25:15 | 25:17 | 21:25 | 11:15 | 15:11     | 2365   | raport |
| 12.11.2008 | 20:00 | Bre Banca Lannutti Cuneo       | 3:2   | AS Cannes                   | 25:23 | 16:25 | 25:22 | 17:25 | 15:6  | 15:11     | 1900   | raport |
| 05.11.2008 | 17:00 | VCM LPS Piatra Neamț           | 2:3   | Radnički Kombank Kragujevac | 25:22 | 17:25 | 25:19 | 20:25 | 12:15 |           | 500    | raport |
| 12.11.2008 | 19:00 | VCM LPS Piatra Neamț           | 0:3   | Radnički Kombank Kragujevac | 17:25 | 15:25 | 16:25 |       |       | 700       | raport |        |
| 05.11.2008 | 18:00 | VK Dukla Liberec               | 3:0   | Dunaferr SE                 | 25:21 | 25:15 | 29:27 |       |       |           | 590    | raport |
| 12.11.2008 | 17:00 | VK Dukla Liberec               | 3:0   | Dunaferr SE                 | 25:18 | 25:12 | 25:18 |       |       | 450       | raport |        |
| 06.11.2008 | 19:00 | Budvanska Rivijera Budva       | 3:0   | VC Euphony Asse-Lennik      | 25:16 | 25:16 | 25:18 |       |       |           | 1500   | raport |
| 11.11.2008 | 15:30 | Budvanska Rivijera Budva       | 3:1   | VC Euphony Asse-Lennik      | 25:16 | 23:25 | 25:22 | 25:23 |       | 600       | raport |        |
| 05.11.2008 | 19:00 | SCC Berlin                     | 3:1   | GS Lamia                    | 25:16 | 28:26 | 23:25 | 25:22 |       | 11:15     | 1150   | raport |
| 12.11.2008 | 19:00 | SCC Berlin                     | 1:3   | GS Lamia                    | 25:23 | 14:25 | 17:25 | 30:32 |       | 11:15     | 1500   | raport |
| 04.11.2008 | 20:15 | Rabotniczki Fersped Skopje     | 0:3   | ORTEC Rotterdam.Nesselande  | 19:25 | 22:25 | 19:25 |       |       |           | 1500   | raport |
| 11.11.2008 | 20:30 | Rabotniczki Fersped Skopje     | 0:3   | ORTEC Rotterdam.Nesselande  | 16:25 | 26:28 | 22:25 |       |       | 230       | raport |        |
| 05.11.2008 | 18:30 | Perungan Pojat                 | 3:0   | Kométa Kaposvár SE          | 25:18 | 25:19 | 25:20 |       |       |           | 621    | raport |
| 12.11.2008 | 19:00 | Perungan Pojat                 | 2:3   | Kométa Kaposvár SE          | 25:23 | 25:22 | 17:25 | 15:25 | 10:15 | 500       | raport |        |
| 04.11.2008 | 18:00 | Lokomotiw-Biełogorje Biełgorod | 3:0   | Mlekpol AZS Olsztyn         | 25:23 | 25:17 | 25:21 |       |       |           | 3200   | raport |
| 12.11.2008 | 18:00 | Lokomotiw-Biełogorje Biełgorod | 3:0   | Mlekpol AZS Olsztyn         | 25:17 | 25:13 | 25:22 |       |       | 1600      | raport |        |
| 06.11.2008 | 20:30 | Unicaja Almería                | 3:2   | Lausanne UC                 | 26:24 | 25:21 | 16:25 | 23:25 | 15:7  |           | 750    | raport |
| 12.11.2008 | 20:15 | Unicaja Almería                | 3:1   | Lausanne UC                 | 25:22 | 19:25 | 25:16 | 25:17 |       | 600       | raport |        |
| 05.11.2008 | 20:00 | TV Amriswil                    | 0:3   | Halkbank                    | 17:25 | 21:25 | 21:25 |       |       |           | 750    | raport |
| 12.11.2008 | 18:30 | TV Amriswil                    | 2:3   | Halkbank                    | 23:25 | 25:23 | 25:22 | 23:25 | 4:15  | 1200      | raport |        |
| 05.11.2008 | 18:00 | Budućnost Podgorica            | 3:0   | Handelsgids Averbode        | 25:0  | 25:0  | 25:0  |       |       |           | —      | raport |
| 11.11.2008 | 15:00 | Budućnost Podgorica            | 3:0   | Handelsgids Averbode        | 25:0  | 25:0  | 25:0  |       |       | —         | raport |        |
| Handelsgids Averbode wycofał się z rozgrywek. Oba mecze zakończyły się walkowerem dla klubu Budućnost Podgorica. |       |                                |       |                             |       |       |       |       |       |           |        |        |
| 05.11.2008 | 19:00 | Arona Tenerife Sur             | 0:3   | Lokomotiw Nowosybirsk       | 14:25 | 20:25 | 23:25 |       |       |           | 300    | raport |
| 12.11.2008 | 19:00 | Arona Tenerife Sur             | 2:3   | Lokomotiw Nowosybirsk       | 22:25 | 25:22 | 25:14 | 26:28 | 9:15  | 2500      | raport |        |
| Po lewej gospodarze pierwszych meczów.                                                                           |       |                                |       |                             |       |       |       |       |       |           |        |        |

### 1/8 finału
| Data                                   | Godz. | Drużyna 1                | Wynik | Drużyna 2                      | 1     | 2     | 3     | 4     | 5    | Złoty set | Widzów | *      |
| -------------------------------------- | ----- | ------------------------ | ----- | ------------------------------ | ----- | ----- | ----- | ----- | ---- | --------- | ------ | ------ |
| 09.12.2008                             | 20:00 | Olympiakos SFP           | 3:0   | Hypo Tirol Volleyballteam      | 25:21 | 25:21 | 25:21 |       |      |           | 230    | raport |
| 16.12.2008                             | 20:15 | Olympiakos SFP           | 3:1   | Hypo Tirol Volleyballteam      | 25:19 | 25:19 | 15:25 | 27:25 |      | 800       | raport |        |
| 10.12.2008                             | 18:30 | Pielaveden Sampo         | 0:3   | Stade Poitevin Poitiers        | 15:25 | 21:25 | 21:25 |       |      |           | 937    | raport |
| 17.12.2008                             | 20:00 | Pielaveden Sampo         | 0:3   | Stade Poitevin Poitiers        | 21:25 | 23:25 | 24:26 |       |      | 2250      | raport |        |
| 10.12.2008                             | 20:30 | Bre Banca Lannutti Cuneo | 3:0   | Radnički Kombank Kragujevac    | 25:19 | 25:14 | 25:23 |       |      |           | 1208   | raport |
| 17.12.2008                             | 19:00 | Bre Banca Lannutti Cuneo | 3:0   | Radnički Kombank Kragujevac    | 25:20 | 25:14 | 25:23 |       |      | 2300      | raport |        |
| 10.12.2008                             | 18:00 | VK Dukla Liberec         | 3:1   | Budvanska Rivijera Budva       | 22:25 | 25:23 | 25:18 | 25:20 |      |           | 850    | raport |
| 17.12.2008                             | 19:00 | VK Dukla Liberec         | 0:3   | Budvanska Rivijera Budva       | 14:25 | 15:25 | 15:25 |       |      | 1000      | raport |        |
| 10.12.2008                             | 19:00 | GS Lamia                 | 3:1   | ORTEC Rotterdam.Nesselande     | 26:28 | 25:21 | 27:25 | 25:23 |      |           | 1500   | raport |
| 16.12.2008                             | 20:30 | GS Lamia                 | 3:1   | ORTEC Rotterdam.Nesselande     | 22:25 | 25:22 | 25:22 | 26:24 |      | 400       | raport |        |
| 10.12.2008                             | 18:30 | Perungan Pojat           | 3:1   | Lokomotiw-Biełogorje Biełgorod | 25:20 | 25:21 | 16:25 | 25:23 |      |           | 715    | raport |
| 17.12.2008                             | 19:00 | Perungan Pojat           | 0:3   | Lokomotiw-Biełogorje Biełgorod | 22:25 | 22:25 | 22:25 |       |      | 4100      | raport |        |
| 11.12.2008                             | 20:30 | Unicaja Almería          | 3:0   | Halkbank                       | 25:21 | 25:21 | 25:23 |       |      |           | 600    | raport |
| 16.12.2008                             | 19:00 | Unicaja Almería          | 2:3   | Halkbank                       | 19:25 | 18:25 | 25:21 | 25:15 | 9:15 | 1025      | raport |        |
| 10.12.2008                             | 18:00 | Budućnost Podgorica      | 3:0   | Lokomotiw Nowosybirsk          | 25:23 | 25:23 | 25:23 |       |      | 12:15     | 1000   | raport |
| 18.12.2008                             | 19:00 | Budućnost Podgorica      | 0:3   | Lokomotiw Nowosybirsk          | 17:25 | 17:25 | 17:25 |       |      | 12:15     | 1000   | raport |
| Po lewej gospodarze pierwszych meczów. |       |                          |       |                                |       |       |       |       |      |           |        |        |

### Ćwierćfinały
| Data                                   | Godz. | Drużyna 1                | Wynik | Drużyna 2                      | 1     | 2     | 3     | 4     | 5     | Złoty set | Widzów | *      |
| -------------------------------------- | ----- | ------------------------ | ----- | ------------------------------ | ----- | ----- | ----- | ----- | ----- | --------- | ------ | ------ |
| 14.01.2009                             | 20:00 | Olympiakos SFP           | 3:0   | Stade Poitevin Poitiers        | 26:24 | 25:11 | 25:17 |       |       |           | 450    | raport |
| 21.01.2009                             | 20:00 | Olympiakos SFP           | 1:3   | Stade Poitevin Poitiers        | 20:25 | 25:19 | 22:25 | 21:25 |       | 2500      | raport |        |
| 14.01.2009                             | 20:30 | Bre Banca Lannutti Cuneo | 3:0   | Budvanska Rivijera Budva       | 25:22 | 25:11 | 30:28 |       |       |           | 1415   | raport |
| 21.00.2009                             | 19:00 | Bre Banca Lannutti Cuneo | 3:2   | Budvanska Rivijera Budva       | 22:25 | 29:27 | 25:19 | 20:25 | 15:12 | 1100      | raport |        |
| 14.01.2009                             | 19:00 | GS Lamia                 | 1:3   | Lokomotiw-Biełogorje Biełgorod | 25:22 | 13:25 | 18:25 | 15:25 |       |           | 2200   | raport |
| 21.01.2009                             | 19:00 | GS Lamia                 | 0:3   | Lokomotiw-Biełogorje Biełgorod | 21:25 | 12:25 | 22:25 |       |       | 3200      | raport |        |
| 15.01.2009                             | 20:30 | Unicaja Almería          | 3:0   | Lokomotiw Nowosybirsk          | 25:17 | 25:23 | 25:20 |       |       |           | 850    | raport |
| 21.01.2009                             | 19:00 | Unicaja Almería          | 1:3   | Lokomotiw Nowosybirsk          | 21:25 | 18:25 | 25:21 | 22:25 |       | 2500      | raport |        |
| Po lewej gospodarze pierwszych meczów. |       |                          |       |                                |       |       |       |       |       |           |        |        |

### Runda Challenge
| Data                                   | Godz. | Drużyna 1             | Wynik | Drużyna 2                      | 1     | 2     | 3     | 4     | 5     | Złoty set | Widzów | *      |
| -------------------------------------- | ----- | --------------------- | ----- | ------------------------------ | ----- | ----- | ----- | ----- | ----- | --------- | ------ | ------ |
| 11.02.2009                             | 20:00 | Beauvais Oise UC      | 0:3   | Lokomotiw-Biełogorje Biełgorod | 19:25 | 23:25 | 23:25 |       |       |           | 1600   | raport |
| 18.02.2009                             | 19:00 | Beauvais Oise UC      | 0:3   | Lokomotiw-Biełogorje Biełgorod | 22:25 | 10:25 | 15:25 |       |       | 3000      | raport |        |
| 11.02.2009                             | 20:00 | Paris Volley          | 3:2   | Unicaja Almería                | 19:25 | 25:27 | 25:21 | 25:21 | 15:12 |           | 750    | raport |
| 19.02.2009                             | 20:30 | Paris Volley          | 1:3   | Unicaja Almería                | 21:25 | 27:25 | 22:25 | 25:27 |       | 1300      | raport |        |
| 11.02.2009                             | 20:20 | aon hotVolleys Wiedeń | 0:3   | Bre Banca Lannutti Cuneo       | 19:25 | 23:25 | 21:25 |       |       |           | 450    | raport |
| 18.02.2009                             | 20:30 | aon hotVolleys Wiedeń | 0:3   | Bre Banca Lannutti Cuneo       | 27:29 | 19:25 | 22:25 |       |       | 2040      | raport |        |
| 11.02.2009                             | 18:00 | Panathinaikos AO      | 3:0   | Olympiakos SFP                 | 29:27 | 25:23 | 25:21 |       |       |           | 1700   | raport |
| 19.02.2009                             | 19:00 | Panathinaikos AO      | 2:3   | Olympiakos SFP                 | 25:20 | 18:25 | 25:22 | 18:25 | 16:18 | 1200      | raport |        |
| Po lewej gospodarze pierwszych meczów. |       |                       |       |                                |       |       |       |       |       |           |        |        |

### Turniej finałowy
Miejsce: Olimpijska Hala Sportowa,  Ateny

#### Półfinał
| Data       | Godz. | Drużyna 1                      | Wynik | Drużyna 2        | 1     | 2     | 3     | 4     | 5    | Widzów | *      |
| ---------- | ----- | ------------------------------ | ----- | ---------------- | ----- | ----- | ----- | ----- | ---- | ------ | ------ |
| 21.03.2009 | 19:30 | Lokomotiw-Biełogorje Biełgorod | 3:1   | Unicaja Almería  | 23:25 | 25:22 | 25:18 | 25:23 |      | 2500   | raport |
| 21.03.2009 | 17:00 | Bre Banca Lannutti Cuneo       | 2:3   | Panathinaikos AO | 25:23 | 25:18 | 15:25 | 20:25 | 6:15 | 10500  | raport |

#### Mecz o 3. miejsce
| Data       | Godz. | Drużyna 1       | Wynik | Drużyna 2                | 1     | 2     | 3     | 4     | 5 | Widzów | *      |
| ---------- | ----- | --------------- | ----- | ------------------------ | ----- | ----- | ----- | ----- | - | ------ | ------ |
| 22.03.2009 | 14:00 | Unicaja Almería | 3:1   | Bre Banca Lannutti Cuneo | 25:18 | 22:25 | 18:25 | 18:25 |   | 2150   | raport |

#### Finał
| Data       | Godz. | Drużyna 1                      | Wynik | Drużyna 2        | 1     | 2     | 3     | 4     | 5 | Widzów | *      |
| ---------- | ----- | ------------------------------ | ----- | ---------------- | ----- | ----- | ----- | ----- | - | ------ | ------ |
| 22.03.2009 | 16:30 | Lokomotiw-Biełogorje Biełgorod | 3:1   | Panathinaikos AO | 25:19 | 17:25 | 25:20 | 25:20 |   | 15000  | raport |

## Klasyfikacja końcowa
| Miejsce | Drużyna                        |
| ------- | ------------------------------ |
| 1.      | Lokomotiw-Biełogorje Biełgorod |
| 2.      | Panathinaikos AO               |
| 3.      | Bre Banca Lannutti Cuneo       |
| 4.      | Unicaja Almería                |

## Nagrody indywidualne
| Najlepszy zawodnik (MVP) | Najlepszy punktujący    | Najlepszy atakujący  | Najlepszy blokujący      | Najlepszy zagrywający         | Najlepszy przyjmujący | Najlepszy rozgrywający     |
| ------------------------ | ----------------------- | -------------------- | ------------------------ | ----------------------------- | --------------------- | -------------------------- |
| Liberman Agámez (Ateny)  | Liberman Agámez (Ateny) | Ilias Lappas (Ateny) | Władimir Nikołow (Cuneo) | Sergiej Choroszew (Biełgorod) | Renaud Herpe (Ateny)  | Denis Ignatjew (Biełgorod) |